# AGESA
AGESA (zkratka z anglického AMD Generic Encapsulated Software Architecture) je v oboru osobních počítačů označení pro knihovnu sloužící na platformě x86-64 pro inicializaci základní desky, především jader centrální procesorové jednotky, řadiče operační paměti a řadiče HyperTransportu. Společnost Advanced Micro Devices (AMD) ji vyvíjí od roku 2003 a je využívána výrobci základních desek, respektive společnostmi, které pro ně vyvíjejí základní firmware: takzvaný BIOS, v novější době implementaci standardu UEFI.
Starší verze, do roku 2006 a nejpozději pro procesory Opteron v generacích AMD K8 a AMD K9, byly implementovány v jazyce symbolických adres. Počínaje generací AMD 10h je AGESA implementována v C.
Vzhledem k tomu, že AGESA inicializuje procesory, může sloužit například k vypnutí PSP, tedy implementace TEE, nebo k vyladění výkonu procesoru.